# 真愛找冤家
《真愛找冤家》（法語：Un plan parfait）是2012年法语片。叙述了伊莎贝尔准备嫁给其男友，但在她的家族，一直有第一场婚姻必定失败的诅咒，然后其想出一个嫁给陌生人然后再离婚的想法，但过程中一场意外让计划完全泡汤的故事。

## 演员表
- 黛安·克魯格 饰 伊莎贝尔

## 拍摄
此片拍摄于俄罗斯莫斯科和比利时的安特卫普。